# 1711 у науці

## Біологія
- Луїджі Фердінандо Марсільї показав, що корали є тваринами, а не рослинами, як вважалося раніше.

## Математика
- Джованні Чева опублікував De Re Nummeraria (Щодо грошей), одну з перших книг з математичної економіки.
- Джон Кейлл, у журналі Королівського товариства, мабуть зі схвалення Ісаака Ньютона, звинуватив Готтфріда Лейбніца в плагіаті диференціального та інтегрального числення, формально почавши суперечку щодо пріоритету між Лейбніцом та Ньютоном.

## Винаходи
- Джон Шор  винайшов камертон.